# Cleve Jones
Cleve Jones (nacido el 10 de octubre de 1954) es un activista estadounidense a favor de los derechos LGBT y de los portadores de VIH. Concibió el proyecto NAMES (una gigantesca colcha de patchwork que homenajea a todos aquellos norteamericanos fallecidos por causa del sida), que se convertiría, con sus 54 toneladas de peso, en la mayor pieza de arte popular en 2009. En 1983, durante el inicio de la pandemia del VIH, Jones cofundó la "Fundación sida de San Francisco", que ha crecido hasta convertirse en una de las mayores y más influyentes organizaciones de defensa de los portadores de VIH de Estados Unidos.

## Biografía
Jones nació en West Lafayette, en el estado de Indiana. Su carrera como activista comenzó en San Francisco durante los turbulenta década de los setenta cuando hizo migas con Harvey Milk, quien fuera el líder pionero de la lucha por los derechos LGBT. En 1978, Milk fue asesinado junto con el alcalde de San Francisco, George Moscone. Jones se puso a trabajar en la oficina del distrito del asambleísta estatal Art Agnos.
En 1983, cuando el sida aún era una nueva y desconocida amenaza, Jones cofundó la "Fundación sida de San Francisco". Jones concibió la idea de la AIDS Memorial Quilt durante la marcha en memoria de Harvey Milk de 1985. En 1987 creó el primer panel de la colcha en honor a su amigo Marvin Feldman. La "Colcha Recuerdo" fue creciendo hasta convertirse en el mayor proyecto artístico comunitario en memoria de las vidas de los, en aquel entonces, 85.000 norteamericanos fallecidos por causa del sida.
Mientras se encontraba en San Francisco, Jones tomó parte en un documental titulado Echoes of Yourself in The Mirror, sobre la epidemia del VIH, durante un mitin el "Día Mundial del sida" en 2005. En el documental habló de la idea que se quiso transmitir con la "Colcha Recuerdo", así como del activismo de los ciudadanos de San Francisco en los años setenta y ochenta para ayudar a los afectados por el VIH y para averiguar qué era esa enfermedad. El documental también revisa el impacto que el VIH ha tenido en las comunidades de personas de color y entre los jóvenes.
Jones ha estado trabajando con el sindicato de trabajadores de hostelería, restauración y confección Unite Here . Jones es el impulsor de la campaña "Duerme con el compañero adecuado" (Sleep With The Right People) que tiene por objetivo el convencer al turismo LGBT de pernoctar sólo en aquellos hoteles que respeten los derechos de sus trabajadores. Otra parte del trabajo de Jones con Unite Here es la de conseguir un movimiento laboral más abierto a los miembros LGBT.

## Legado
Jones fue interpretado por el actor Emile Hirsch en la película de Gus Van Sant de 2008 sobre la vida de Harvey Milk: Milk.
También fue interpretado por Guy Pearse y Austin P. McKenzie en la miniserie de ABC creada por Dustin Lance Black en 2017: When We Rise.
Jones tuvo un lugar destacado en el "best-seller" de 1987, escrito por Randy Shilts: And the Band Played On: Politics, People, and the AIDS Epidemic, un relato de no-ficción que muestra la epidemia del sida en los Estados Unidos. Jones también apareció en el documental de 1995 The Castro.
El 28 de junio de 2009, fue proclamado, junto con Anne Kronenberg y Dustin Lance Black, Gran Mariscal de la marcha del orgullo LGBT de Nueva York de 2009. En agosto de 2009, también fue nombrado Gran Mariscal en la marcha del orgullo LGBT de Vancouver (Canadá).